# Jack Kirwan
John Henry Kirwan, noto semplicemente come John Kirwan o Jack Kirwan (contea di Wicklow, 9 febbraio 1878 – Londra, 9 gennaio 1959), è stato un allenatore di calcio e calciatore irlandese, di ruolo attaccante.

## Caratteristiche tecniche
Era un attaccante esterno sinistro.

## Carriera
Inizia a giocare a calcio gaelico, prima di intraprendere la carriera nel calcio: veste le maglie di Everton, Tottenham, Chelsea, Clyde e Leyton Orient, chiudendo la carriera nel 1910, dopo aver vinto la FA Cup (1901) con il Tottenham, società che ha rappresentato in 347 partite di campionato segnando 97 reti.
Esordisce in Nazionale il 24 febbraio 1900 contro il Galles (2-0), giocando sei incontri da capitano tra il 1905 e il 1906 e totalizzando 17 presenze e 2 gol. Vinse l'Home Championship nel 1903, assieme alle Nazionali di Inghilterra e Scozia.
In seguito allena in Olanda l'Ajax, che porta in prima divisione alla fine della stagione 1910-1911, dopo aver vinto la seconda divisione. La società di Amsterdam rimane in prima divisione per tre anni, prima di retrocedere nuovamente nella seconda serie. Kirwan decide di lasciare la guida della squadra nel 1915. Nell'annata 1923-1924 allena la società italiana del Livorno, squadra che raggiunge il terzo posto nel campionato di Prima Divisione (l'attuale Serie A), terminando il torneo davanti a Inter e Juventus.

## Palmarès

### Calcio gaelico
- All-Ireland Senior Football Championship: 1

Dublino: 1894

### Calcio

#### Giocatore

##### Club
- Southern Football League: 1

Tottenham: 1899-1900
- Coppa d'Inghilterra: 1

Tottenham: 1900-1901
- Sheriff of London Charity Shield: 1

Tottenham: 1902
- Western Football League: 1

Tottenham: 1903-1904

##### Nazionale
- British Home Championship: 1

1903 (titolo condiviso con Inghilterra e Scozia)

#### Allenatore
- Tweede klasse Ovest B: 1

Ajax: 1910-1911